# Sistematizarea teritoriului
Sistematizarea teritoriului este o activitate care urmărește reglementarea utilizării teritoriului într-un mod eficient.
Sistematizarea teritoriului cuprinde următoarele discipline:
- Arhitectura
- Gospodărirea mediului înconjurător
- Gospodărirea apelor
- Arhitectura peisagistică
- Planificarea regională
- Dezvoltarea sustenabilă
- Planificarea transporturilor
- Sistematizarea urbană